# Ivana Dobešová
Ivana Dobešová (* 12. července 1960) je česká politička a pedagožka, v letech 2013 až 2017 poslankyně Poslanecké sněmovny PČR zvolená jako nestraník za hnutí ANO 2011, v roce 2016 krátce zastupitelkou Středočeského kraje.

## Život
Vystudovala Pedagogickou fakultu v Českých Budějovicích (promovala v roce 1984). Vzdělání si dále rozšířila bakalářským studiem oboru školský management na Univerzitě Karlově v Praze.
Od roku 1984 pracuje ve školství, zpočátku jako učitelka na středních školách. Od roku 2000 je ředitelkou Vyšší odborné školy a Střední zemědělské školy v Benešově (školu dlouhodobě podporuje Agrofert). Je zástupkyní středních zemědělských škol z ČR při jednáních asociace zemědělských škol v rámci Evropské unie s názvem Europea International.
Ivana Dobešová je vdaná a má dva syny (Jakub a Matěj). Celý život žije ve Voticích v okrese Benešov.

## Politické působení
Nikdy nebyla členkou žádné politické strany. Zúčastnila se voleb do Senátu PČR v roce 2012, kdy kandidovala jako nestraník za hnutí ANO 2011 v obvodu č. 41 - Benešov. V prvním kole získala 7,25 % hlasů, čímž skončila na pátém místě a do druhého kola nepostoupila.
Ve volbách do Poslanecké sněmovny PČR v roce 2013 pak kandidovala jako nestraník za hnutí ANO 2011 na pátém místě kandidátky ve Středočeském kraji a byla zvolena. Vlivem preferenčních hlasů sice poklesla na šesté místo, ale vzhledem k zisku 6 mandátů pro hnutí ANO 2011 ve Středočeském kraji se do Sněmovny dostala.
V krajských volbách v roce 2016 kandidovala jako nestraník za hnutí ANO 2011 do Zastupitelstva Středočeského kraje a byla zvolena zastupitelkou. V listopadu téhož roku však na mandát rezignovala.
Ve volbách do Poslanecké sněmovny PČR v roce 2017 obhajovala svůj poslanecký mandát jako nestraník za hnutí ANO 2011 ve Středočeském kraji, ale neuspěla.